# Chester Rutecki
Chester J. Rutecki (* 8. August 1916 in Chicago; † 3. August 1976) war ein US-amerikanischer Boxer.

## Biografie
Chester Rutecki trat bei den Olympischen Sommerspielen 1936 in Berlin im Weltergewicht an. In seinem Erstrunden-Kampf besiegte er den Kanadier Maurice Camyré. Im Achtelfinale unterlag er Imre Mándi aus Ungarn. Obwohl der Ungar in der ersten Runde in den Seilen des Rings hing und viermal wegen Fouls verwarnt wurde, erklärten die Punktrichter ihn am Ende zum Sieger des Kampfes. Aufgrund dieses Vorfalls zog sich die Boxmannschaft der Amerikaner von den Olympischen Spielen zurück, revidierte jedoch eine Stunde später diese Entscheidung.
1938 wurde Rutecki Profi, hatte allerdings eine kurze Laufbahn und beendete seine Karriere Ende 1939. Seine Kämpfe fanden ausschließlich in seiner Heimatstadt statt.